# Juan Isern Batlló y Carrera

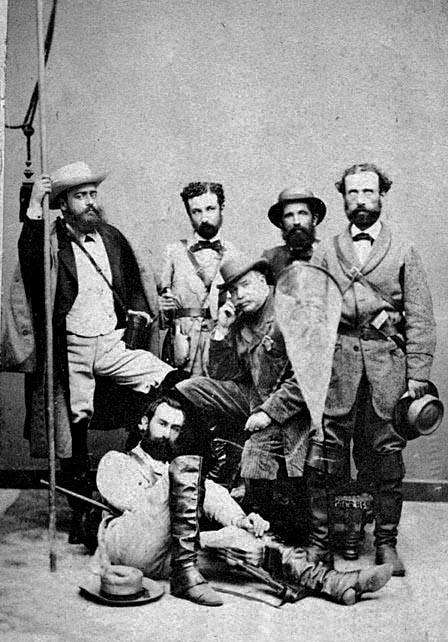
Retrato de los seis naturalistas de la Comisión Científica del Pacífico hecho por Rafael Castro y Ordóñez en Montevideo hacia diciembre de 1862. De pie, y de izquierda a derecha: el antropólogo Manuel Almagro y Vega, el zoólogo Francisco de Paula Martínez y Sáez, el botánico Juan Isern Battló y Carrera, y el entomólogo y geólogo Fernando Amor y Mayor. En el centro el presidente de la Comisión el conquiliólogo Francisco María Paz y Membiela. Sentado en el suelo, en primer plano, el zoólogo Marcos Jiménez de la Espada.

Juan Isern Batlló y Carrera (Setcasas, Gerona; 25 de septiembre de 1821 - Madrid; 23 de enero de 1866) fue un botánico español.

## Biografía
Inició estudios eclesiásticos en Gerona, pero trasladado a Barcelona, asiste a clases de Botánica en la Escuela de la Junta de Comercio, donde fue alumno de Miguel Colmeiro. En 1847, abandona los estudios eclesiásticos e ingresa en la Facultad de Medicina de la Universidad de Barcelona.
Se desplazó a Madrid y desde 1851 trabajó en el Museo de Ciencias Naturales. En 1854 obtuvo el grado de Bachiller en Medicina y Cirugía por la Universidad Central. Participó también en las campañas para realizar el Mapa Geológico de España, y fue amigo del político Pascual Madoz. En 1856 se casó con Tomasa del Olmo. 
En 1862 Isern fue propuesto como botánico principal de una expedición político-militar en la que también iba a participar un grupo de naturalistas: la Comisión Científica del Pacífico (1862-1865), la más importante expedición ultramarina de la España de Isabel II. Viajó, junto con otros naturalistas, por Canarias, Cabo Verde, Brasil, Uruguay, Argentina, Chile, Bolivia, Perú y Ecuador. Cuando se ordenó la suspensión de la expedición científica, al enfriarse la relación entre los países del pacífico con su antigua metrópoli, Isern, junto con Francisco de Paula Martínez y Sáez, Marcos Jiménez de la Espada y Manuel Almagro, decidieron seguir sin contar ya con la ayuda oficial y continuaron su trabajo en el territorio americano, durante el cual Isern contrajo una enfermedad tropical cuando exploraba el río Napo, por la que falleció el 23 de enero de 1866 en Madrid, dos semanas después de haber llegado a la Península.